# Косаче
Косаче су српска средњовјековна племићка породица, која је крајем 14. и током 15. вијека била једна од најзначајнијих великашких породица у Краљевини Босни, а потом је успоставила и сопствену херцешку власт у новоствореном Војводству Светог Саве. Првобитни посједи Косача налазили су се око горње Дрине, а касније се њихова област знатно проширила, према западу до Хумске земље и неретванске Крајине, према југу до Травуније и Горње Зете, а према истоку до доњег Полимља. Први знаменити припадник рода Косача био је војвода Влатко Вуковић (у. 1392), војсковођа бана и краља Стефана Твртка I (у. 1391), који је 1388. године предводио војску у побједи над Турцима код Билеће, а потом је 1389. године командовао лијевим крилом српске војске у Косовском боју. Његов синовац и насљедник је био војвода Сандаљ Хранић Косача (у. 1435), који је знатно проширио породичне посједе, а Сандаљев синовац и насљедник је био Стефан Вукчић Косача (у. 1466), који је 1448. године узео титулу херцега и установио Војводство Светог Саве. Његови потомци су владали том српском средњовјековном државом све до њеног коначног пада под турску власт (1482), а потом су наставили да носе почасни наслов херцега од светог Саве, све до изумирања породице Косача у 17. вијеку. По њиховој херцешкој титули, настао је назив "Херцеговина Светог Саве", који се у скраћеном облику (Херцеговина) користи до данас.
Према истакнутим члановима и њиховим звањима, поједини огранци породице Косача се такође називају и Хранићи (потомци Хране Вуковића), Вукчићи (потомци Вукца Хранића) или Херцеговићи (потомци херцега Стефана Вукчића), а опште презиме Косача (које обухвата све огранке) такође се јавља и у облику Косачић.

## Историја
Оснивач династије био је властелин Вук Косача, који је живео средином 14. вијека, за време владавине српског цара Стефана Душана (у. 1355). Казивања о Вуковом животу забележио је Мавро Орбин (у. 1614).
Првобитни посједи породице Косача налазили су се у горњем Подрињу, око састава Таре и Пиве. То подручје је у вријеме распада Српског царства спадало у ширу област под влашћу породице Војиновића. Област горњег Подриња је 1373. године потпала под власт босанског бана Твртка, који се 1377. године у Милешеви прогласио краљем Срба и Босне. Од тог времена, извори помињу Вукове синове, Влатка и Храну.
Влатко Вуковић помиње се као свједок у повељи краља Твртка од 10. априла 1378. године. Био је један од повјерљивих људи краља и посланик у преговорима са далматинским градовима и са Дубровником. Побједио је турску војску предвођену пашом Лала Шахином 27. августа 1388. код Билеће. Битка се окончала потпуним поразом Османлија у коме се и сам Лала Шахин једва спасао бјекством, док су губици у српским редовима били незнатни. Нашао се на челу одреда који је Твртко као краљ Срба и Босне послао кнезу Лазару. Влатков одред је чинио лијево крило српске војске у Косовском боју које је било под ударом султановог сина Бајазита I. Након битке, Влатко се вратио у Босну и известио краља о српској побједи.
Војвода Влатко је умро 1392. године, а наслиједио га је братанац Сандаљ Хранић Косача. Сматра се да је сахрањен близу данашњег села Бољуни, недалеко од Стоца у Херцеговини, где се налази гроб са каменим крстом и натписом који је датиран у крај 15. вијека. На натпису стоји: "Асе лежи добри јунак и чоек Влатко Вуковић. Пише Семорад".
Влатка је наследио синовац Сандаљ, најстарији син Влатковог млађег брата Хране Вуковића Косаче. Сандаљ је од стрица наслиједио титулу војводе. У политичком животу Краљевине Босне био је присутан преко четири деценије. Сандаљ је значајно проширио своју територију после смрти Павла Раденовића (1415) и Хрвоја Вукчића (1416). Његова област се простирала од неретванске Крајине на западу, до горњег Подриња и доњег Полимље на истоку. Номинално је био под круном краљева Срба и Босне, али је водио самосталну политику. Ратовао је са суседним државама и закључивао уговоре, а имао је и сопствене вазале.
Када је избила борба за угарски престо, Сандаљ је подржао Ладислава Напуљског, од кога је 1407. године добио градове Скрадин и Островицу. Учествовао је у свргавању краља Остоје Котроманића 1404. године, којом је приликом припојио комплетну територију некадашњих Санковића, чији су дио тада држали Павловићи. Од тада је био у сталном сукобу са Павловићима. Учествовао је завјери краља Остоје (прва влада 1398—1404, друга влада 1409—1418) и Златоносовића, када је током лова на Пареној пољани крај Бобовца убијен војвода Павле Раденовић. Свој дио Конавла продао је Дубровчанима 1419. године. Током Конавоског рата 1430. године између Павловића и Дубровника, ставио се на страну Дубровника. Неко вријеме био је уз краља Твртка II али је касније постао његов противник. Настојао је да збаци краља Твртка и да на власт доведе Остојиног сина Радивоја. Умро је изненада 15. марта 1435. године. Носио је титулу: "по милости Божјој велики војвода босански".
Сандаља је наследио синовац Стефан Вукчић Косача. Он је био најистакнутији представник породице Косача. Од смрти оца Вукца 1432. године управљао је наслеђеним поседима око жупе Говзе и града Јелеча. Када је ступио на чело породице 1435. године, увелико је трајао рат са Павловићима. Рат се завршио миром 1439. године, али је до окончања дошло тек после смрти војводе Радослава Павловића.
Искористивши борбу за угарски престол, проширио је власт на Омиш и Пољицу, а такође се учврстио и у јужним областима, заузевши Требиње и Клобук. Привремено је овладао и појединим областима у Зети, запосевши трг Подгорицу и утврђења Медун и Соко (штитарски) у Горњој Зети, као и град Бар (Доња Зета). Угрожен од Млечана и зетскога војводе Стефана Црнојевића, који су му убрзо затим отели Бар, Горњу Зету и Омиш, помирио се с босанским краљем Стефаном Томашем. У знак помирења пристао је на удају кћери Катарине за босанског краља (1446). Године 1448. приклонио се Османлијама и српском деспоту Ђурђу Бранковићу у нападу на босанског краља и у манастиру Милешева прогласио се „Херцегом од Светог Саве". Територија под његовом влашћу, од тада позната под именом Херцеговина Светог Саве, протезала се од Лима до Цетине и од Раме до Которскога залива. На том је простору био самосталан владар. Тежње за привредним осамостаљењем херцегове државе дошле су до изражаја и у његовим напорима да Херцег Нови развије у поморско и трговачко средиште. У рату са Котором и Дубровником, који је трајао 1451—1454, у сукоб су се уплели и херцегови противници (краљ Стефан Томаш, херцегов син Владислав Херцеговић Косача, властела Влатковићи и поједини херцегови вазали). Османска војна помоћ упућена херцегу поколебала је његове противнике па се 1453. помирио са сином Владиславом, а 1454. с Дубровником. Пошто су Османлије почеле упадати у његову земљу, помирио се и с новим босанским краљем Стефаном Томашевићем.
Након пада Краљевине Босне (1463), херцегове земље у унутрашњости су почевши од 1465. године постепено освајали Турци (Полимље, Подриње, Хум), док су се западне области (неретванска Крајина) нашле на удару Млечана. Крајем живота власт му је била сведена на уже приморско подручје, са престоницом у Херцег-Новом. Умро је 22. маја 1466. године. Дан прије смрти саставио је тестамент. Тестаментом је издиктирао последњу вољу милешевском митрополиту Давиду, у присуству два свједока, госта Радина и коморника Прибислава Вукотића.
Најстарији син херцега Стефана, Владислав Херцеговић Косача је још за очевог живота управљао западним областима државе Косача, којима је владао и непосредно након очеве смрти (1466). Још од 1455. године, био је ожењен Аном Кантакузином, братаницом српске деспотице Јерине. Касније се приклонио Млечанима, а затим и угарском краљу Матији Корвину, који му је 1469. године даровао поседе око Калника у горњој Славонији. Његови потомци су живели у Угарској и Ердељу, све до почетка 17. века, настављајући да носе титулу херцега од светог Саве.
Други син херцега Стефана, Влатко Херцеговић Косача је 1466. године наслиједио оца као нови херцег и владар у јужним областима Војводства Светог Саве, са престоницом у Херцег-Новом. Влатко се 1474. године оженио Маргаретом Марцано, нећакињом напуљског краља Фердинанда I. Када су Турци заузели Херцег-Нови (1482), Влатко се са породицом преселио на поседе које је добио у унутрашњости, али се већ 1485. године разишао са турским властима, прешавши са породицом под млетачко окриље. Настанио се на острву Рабу, гдје је и умро (1489). Његов син Јован I Косача се потом преселио у Венецију, где су његови потомци наставили да живе све до средине 17. века, као млетачки племићи, носећи титулу херцега од светог Саве.
Трећи син херцега Стефана, који се такође звао Стефан, прешао је након 1470. године на ислам, те је постао познат као Ахмед-паша Херцеговић. Био је велики везир (1497—1498, 1503—1506, 1511, 1512—1514, 1515—1516) и главни адмирал (1506—1511) Османског царства, а ородио се и са султаном, пошто се оженио Фатимом, ћерком Бајазита II (1481—1512), са којом је имао и потомке, који су током 16, века заузимали високе положаје у Османском царству.
Херцег Стефан и други чланови породице Косача подигли су неколико задужбина, односно православних цркава, које су се налазиле првенствено у источним и средишњим областима државе Косача.

## Истакнути чланови породице Косача
- Влатко Вуковић (у. 1392), војвода
- Сандаљ Хранић Косача (1392—1435), велики војвода
- Стефан Вукчић Косача (1435—1466), велики војвода, а потом херцег од светог Саве
- Владислав Херцеговић (1466—1482), херцег од светог Саве
- Влатко Херцеговић (1466—1482), херцег од светог Саве
- Ахмед-паша Херцеговић (у. 1517), велики везир

## Историографија
Почевши од 16. века, поједини истакнути припадници ове великашке породице помињани су у разним историографским радовима, а прва опширнија казивања о Косачама и њиховој некадашњој држави (Војводство Светог Саве) саопштио је Мавро Орбин (у. 1614), у свом познатом делу: "Il Regno de gli Slavi" (1601). Недуго потом, у најстаријем штампаном родослову породице Косача, који је објављен 1621. године у делу "Genealogia diversarum principum familiarum mundi incipiendo ab Adamo", назначени су и основни генеалошки подаци о главним огранцима породице Косача, а исти родослов је касније преузео и објавио француски историчар Шарл Дифрен (у. 1688). Каснија генеалошка и просопографска истраживања знатно су допунила сазнања о овој породици и њеним огранцима.

## Родослов
1. Вук Косача, властелин (средина 14. века)
  1. Влатко Вуковић, војвода (у. око 1392)
  2. Храна Вуковић Косача, кнез
    1. Сандаљ Хранић Косача (у. 1435), велики војвода босански. Прво, 1396. оженио Јелену Црнојевић, затим 1405. Катарину, ћерку бана Вука Вукчића Хрватинића и банице Анке,[25] затим 1411. Јелену Лазаревић (?-1443), ћерку кнеза Лазара Хребељановића, удовицу Ђорђа II Балшића.
    2. Вукац Хранић Косача (у. 1432), кнез, оженио Катарину.
      1. Стефан Вукчић Косача (у. 1446), кнез, велики војвода, од 1448. године херцег од светог Саве. Прво се, 1424. оженио Јеленом Балшић (у. 1453), кћерком Балше III Балшића, затим 1455. Варваром (у. 1459), кћерком херцега де Пајро, а потом 1460. Цецилијом из Барлете.
        1. Владислав Херцеговић (?-1487/89), син Јелене Балшић, херцег од светога Саве. Оженио се (1455) Аном Кантакузином, братаницом српске деспотице Јерине.[26][27]
          1. Петар Балша Херцеговић Косача (у. око 1514), оженио се Квирином, ћерком Франческа Квиринија
            1. Матија Херцеговић Косача (у. око 1520), оженио се Јеленом-Ирином, ћерком Стефана Јакшића
              1. Никола Балша Херцеговић Косача (у. око 1562), преселио се у Трансилванију
                1. Ђорђе, Павле, Стефан, Катарина, Марија (помињу се 1566. године)

            2. Владислав II Херцеговић Косача (у. након 1514)

        2. Влатко Херцеговић (у. 1489), син Јелене Балшић, херцег од Светога Саве. Прво се 1455. оженио непознатом нећаком грофа Улриха II Цељског, са којом је растављен 1463. године, а 1474. оженио се Маргаритом Марцано, касније преудатом за Марка Лоредана.
          1. Јован I Косача (у. 1537), оженио се Иполитом Неофитом Лоски из Вићенце.
            1. Влатко III Косача (у. 1591), оженио се Тадеом Белазио. 
              1. Јован II Косача (у. 1602), оженио се 1577. године Елизабетом Ђорђи.
                1. Влатко IV Косача (у. након 1637), оженио 1605. године Осаном Ђордано.
                  1. Јелисавета Косача, удата 1615. за Анђела Ђорђија.

              2. Алфонсо Косача (у. након 1623), са супругом непознатог имена имао је две ћерке, од којих је по имену позната:
                1. Изабела Косача, удата 1605. за Франческа Болдуа, а потом (1610) за Марка Антонија Балбија.

              3. Хорације Косача (у. након 1604), оженио се Еленом Моро, а потом Камилом Пизани.

            2. Феранте Косача, оженио се 1564. Фаустином, кћерком Себастијана Ерица.
              1. Ферандин Косача (у. 1599).
              2. Олимпија Косача (у. 1622), удата за Доменика Венијера.

            3. Стефан Косача (у. око 1548).
            4. Сава Косача, удата 1544. за Паола Алвиза Болдуа.
            5. Фиоренца Косача (у. након 1589), удата за Зуана Алвиза Пизанија.
            6. Изабела Косача, удата 1545. за Помпеа Авогадра.

          2. Марија Косача, удата за Антонија Пезара.

        3. Катарина Херцеговић Косача (?-1478), ћерка Јелене Балшић, удата 1446. за Стефана Томаша (?-1461), краља босанског.
        4. Стефан Херцеговић Косача, син Варварин, потурчен око 1474. године,[28] као Ахмед-паша Херцеговић. Оженио се непознатом кћерком султана Бајазита II.
          1. Мустафа-бег Херцеговић
          2. Али-бег Херцеговић

      2. Теодора Вукчић Косача (?-1450), удата око 1442. за Радослава Павловића (?-1441), великог војводу босанског.

    3. Вук Хранић Косача (?-1425), дрински кнез. Из првог брака имао је два сина, да би се 1405. оженио Јеленом, кћерком бана Вука Вукчића Хрватинића.[25]
      1. Иван Вуковић Косача, војвода
      2. Сладоје Вуковић Косача, највероватније се потурчио као Ферхад-бег Вуковић